# Ischyja recta
Ischyja recta là một loài bướm đêm trong họ Noctuidae.